# Ralf Raddatz
Ralf Raddatz (* 6. Oktober 1958 in Wilhelmshaven) ist ein  Brigadegeneral a. D. der Luftwaffe der Bundeswehr.
Ralf Raddatz trat am 1. Juli 1979 in die Bundeswehr ein und wurde bis 1982 in Fürstenfeldbruck an der Offizierschule der Luftwaffe zunächst zum Offizier und im Anschluss zum Waffensystemoffizier ausgebildet und danach auf dem Muster F-4F Phantom beim Jagdbombergeschwader 36 „Westfalen“ in Hopsten eingesetzt. Von 1992 bis 1994 war er Staffelkapitän beim Jagdgeschwader 74 in Neuburg an der Donau, bevor er von 1994 bis 1996 am 39. Generalstabsdienstlehrgang der Luftwaffe an der Führungsakademie der Bundeswehr in Hamburg teilnahm.
Es schlossen sich eine Verwendung als Assistent Executive Officer to the Commander im HQ AIRCENT in Ramstein bis 1998 und als Dezernatsleiter „Übungen und Ausbildung“ im Luftwaffenführungskommando in Köln-Wahn bis 2001 an. Danach wurde Raddatz nach Berlin ins Bundesministerium der Verteidigung versetzt und nahm die Aufgaben des Referenten für Militärpolitische Grundlagen Einsatz und Übungen im Führungsstab der Streitkräfte wahr. Von 2003 bis 2005 war er Bereichsleiter „Internationale Kooperation“ im Luftwaffenamt in der Abteilung „Weiterentwicklung Luftwaffe“, wiederum in Köln. Von 2005 bis 2007 folgte ein Posten als Abteilungsleiter 3, verantwortlich für Operationsführung, im Kommando Operative Führung Luftstreitkräfte in Kalkar und als Executive Officer to the Commander im HQ Component Command Air in Ramstein bis 2008.
Von 2009 bis 2010 war Raddatz Abteilungsleiter 5 im Kommando Operative Führung Luftstreitkräfte, danach nahm er für ein Jahr am Kurs „International Security and Strategic Leadership“ am Royal College of Defence Studies in London teil und erhielt von 2011 bis 2012 erneut eine ministerielle Verwendung in Bonn als Referatsleiter für „Grundsatzangelegenheiten Flugbetrieb, Flugsicherung und Flugsicherheit“ im Führungsstab der Luftwaffe, 2012 bis 2014 dann als Referatsleiter des Referates „Militärische Fachaufgaben und Dauereinsatzaufgaben Streitkräfte“ im Führungsstab der Streitkräfte.
Am 1. Januar 2015 wurde Ralf Raddatz Director JFAC HQ (DEU) im Zentrum Luftoperationen in Kalkar, im gleichen Jahr wurde er auch zum Brigadegeneral befördert. Von August 2017 bis September 2020 war er als Verteidigungsattaché im Militärattachéstab an der Deutschen Botschaft in London eingesetzt. Im Anschluss wurde er wieder auf seinem vorherigen Dienstposten als Leiter Bereich Multinationale Führung und Director Joint Force Air Component im Zentrum Luftoperationen in Kalkar sowie stellvertretender Kommandeur des Combined Air Operations Centre Uedem eingesetzt. Auf diesem Dienstposten folgte ihm zum 1. Oktober 2023 Brigadegeneral Holger Radmann.